# Aymaramyia dubia
Aymaramyia dubia är en tvåvingeart som beskrevs av Alexander 1943. Aymaramyia dubia ingår i släktet Aymaramyia och familjen småharkrankar.
Artens utbredningsområde är Peru. Inga underarter finns listade i Catalogue of Life.